# Scemia
Scemia was een Frans automerk dat in 1918 in Parijs werd opgericht. 
Scemia begon haar activiteiten in 1918 door de bouw van de universele landbouwtrekkers, onder Britse licentie, als resultaat van een overeenkomst met de firma Saunderson. Deze productie werd gestaakt in 1921. Scemia richtte zich daarna op de constructie van weg- en spoorvoertuigen in samenwerking met Schneider en Renault in 1923.
Het bedrijf leverde railvoertuigen, autobussen, vrachtwagens, brandweerwagens, veeg- en sproeiwagens, kraanwagens, ambulances en landbouwtrekkers. 
Het merkteken was een grote driepuntige ster, die een geheel vormde met de ronde radiator en hiermee leek het door Mercedes-Benz gevoerde ster binnen een lauwerkrans, die sinds 1926 is gepatenteerd, sterk op dit merkteken. Latere uitvoeringen kregen een Renault-merkteken op de motorkap.
Het bedrijf was sterk op de Franse markt en vooral op Parijs georiënteerd, maar leverde ook veel autobussen en chassis aan het buitenland, zoals België, Nederland en de V.S., c.q. New York.
Chassis van dit merk werden in Nederland geïmporteerd door de N.V. Rotterdamsche Elektrische Mij. v/h H. Croon & Co., Rotterdam. De N.V. AGAM te Den Haag betrok van 1921 tot 1923 van deze maatschappij de chassis ten behoeve van de bouw van kip-auto’s en van 10 bussen voor de HTM. De carrosserieën voor de bussen werden vervaardigd bij Pennock. 
Ook elders in den lande werden enkele chassis opgebouwd, want er waren in 1926 18 Scemia-omnibussen in Nederland.